# Stratiomys ferina
Stratiomys ferina är en tvåvingeart som beskrevs av Johann Ludwig Christian Gravenhorst 1807. Stratiomys ferina ingår i släktet Stratiomys och familjen vapenflugor. Inga underarter finns listade i Catalogue of Life.